# 7167 Laupheim
7167 Laupheim là một tiểu hành tinh vành đai chính ở vành đai chính quỹ đạo Mặt trời. Nó được phát hiện năm 1985 ở Đài thiên văn Palomar bởi Carolyn S. Shoemaker và Eugene Shoemaker.